# Vukinavanua
Vukinavanua [βukinaβanua] bio je fidžijski plemić i poglavica otoka Nayaua te je na Nayauu najvjerojatnije rođen. 
Roditelji poglavice Vukinavanue bili su poglavica Maseikula i njegova supruga. Vukinavanuin je djed bio Buivaroro. Nakon smrti svoga oca, Vukinavanua je zavladao. 
Ime Vukinavanuine žene nije poznato. Vukinavanua je imao kćeri Lebaidrani i Cabatu te sina, Ravonolou.